# Parasemia hospita
Parasemia hospita là một loài bướm đêm thuộc phân họ Arctiinae, họ Erebidae.